# Arma de foc curta

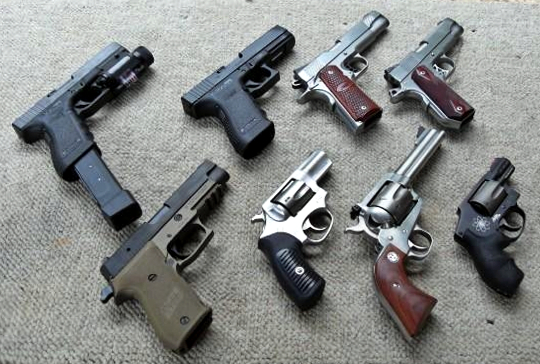
Armes de foc: Glock G22, Glock G21, Kimber Stainless Raptor II, Dan Wesson Commander Classic Bobtail, Smith & Wesson Model 340, Ruger Blackhawk, Ruger SP101, SIG Sauer P220 Combat.

Una arma de foc curta és tota arma de foc portàtil i d'ús individual que té un canó més o menys curt i que pot manejar-se amb una sola mà i del qual el canó no excedeixi 30 cm, com ara pistola i el revòlver. Al si de les armes de foc individuals, les armes de foc curtes contrasten amb les armes de foc llargues. A l'estat espanyol, són sotmés als Reglament d'armes de 2020.